# إراستوس دو بالمر
إراستوس دو بالمر (بالإنجليزية: Erastus Dow Palmer)‏ هو نحات أمريكي، ولد في 2 أبريل 1817 في Pompey, New York ‏ في الولايات المتحدة، وتوفي في 9 مارس 1904 في ألباني في الولايات المتحدة.